# Nazım Pachá
Hussein Nazım Pachá (1848-23 de enero de 1913) fue un militar al servicio del Imperio otomano, jefe del Estado Mayor durante la primera guerra de los Balcanes (1912-1913).
Era un partidario decidido de la doctrina ofensiva francesa, diseñada por el militar Ferdinand Foch, que había sido su instructor en la Escuela Especial Militar de Saint-Cyr y que más tarde mandaría los ejércitos aliados en el frente occidental durante la Primera Guerra Mundial.
Después de su nombramiento como jefe del Estado Mayor imperial, cambió de inmediato los plantes militares otomanos, que había trazado Colmar von der Goltz (Goltz Bajá), un oficial alemán encargado de la reorganización de la estrategia del imperio. Von der Goltz había dispuesto que, en caso de guerra con los Estados balcnicos, las fuerzas del sultn se mantendrán a la defensiva, tanto en el Vardar como en Tracia oriental.
Nazım Pacha abandonó la estrategia de Von der Goltz, y, a pesar de problemas de movilización del ejército (solo se presentaron a filas la mitad de los seiscientos mil previstos), diseñó un plan ofensivo audaz en los dos frentes. Convencido, como lo estaban los observadores occidentales, de que el ejército serbio se hallaba debilitado tras su derrota en la guerra serbo-búlgara, decidió de atacarlo primero con el fin de neutralizarlo. Seguidamente, las unidades otomanas se enfrentarían a las del Reino de Bulgaria, cuyo ejército era el más fuerte de la Liga Balcánica, acometiéndolas desde Tracia y Macedonia. Al subestimar al ejército serbio, el plan fracasó por completo, lo que determinó la derrota otomana en la contienda.

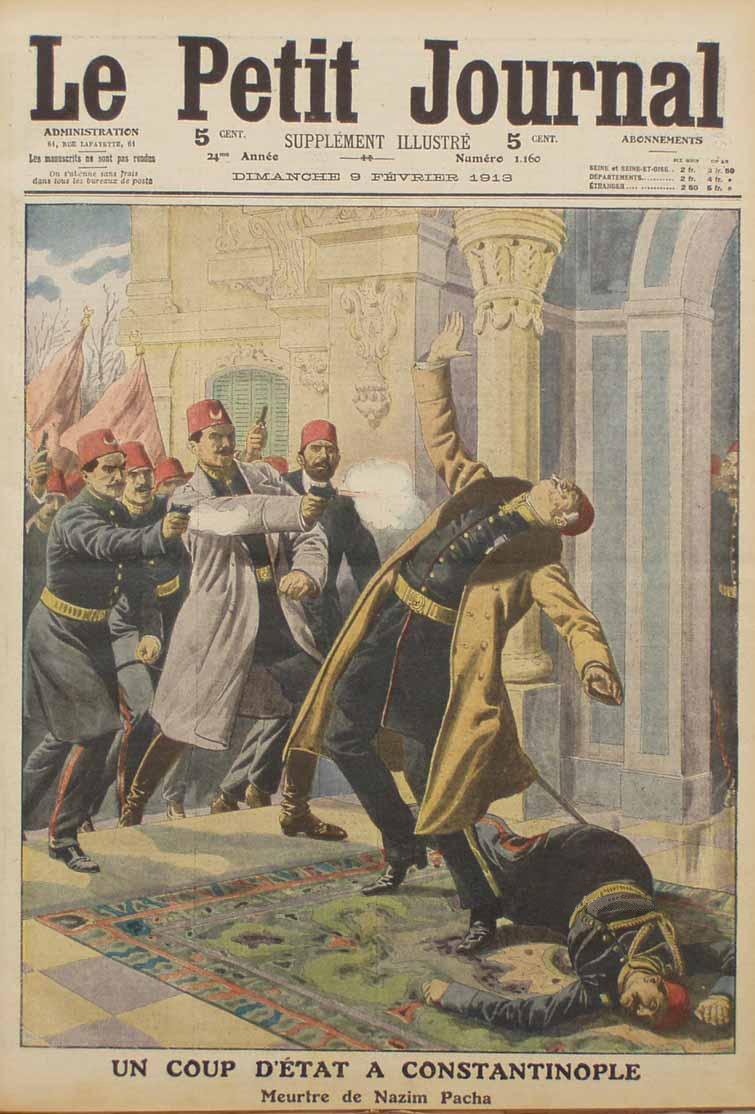

Fue asesinado por el Comité Unión y Progreso el 23 de enero de 1913 durante el golpe de Estado de 1913. En represalia, uno de sus parientes vengó su muerte matando al gran visir del nuevo gobierno del Comité, Mahmud Shevket Pachá, el 11 de junio de 1913.